# Olympische Sommerspiele 1936/Fußball – Achtelfinale
Spiele des Achtelfinals des olympischen Fußballturniers 1936.

Die Gewinner qualifizierten sich für das Viertelfinale.

## Türkei – Norwegen 0:4 (0:1)
| Türkei                                                 | Türkei | Norwegen | Norwegen |
| ------------------------------------------------------ | --- | --- | -------- |
| Türkei                                                 | \| 3. August 1936 um 17:30 Uhr in Berlin (Mommsenstadion) \| \| Zuschauer: 8.000 \| \| Schiedsrichter: Giuseppe Scarpi ( Königreich Italien) \|                   | \| 3. August 1936 um 17:30 Uhr in Berlin (Mommsenstadion) \| \| Zuschauer: 8.000 \| \| Schiedsrichter: Giuseppe Scarpi ( Königreich Italien) \|                                                         | Norwegen |
| Türkei                                                 | Cihat Arman – Yaşar Alpaslan, Hüsnü Savman – Mehmet Reşat Nayır, Lütfü Aksoy, İbrahim Tusder – Niyazi Sel, Sait Altınordu, Hakkı Alaç, Rebii Erkal, Fikret Arıcan | Henry Johansen – Fredrik Horn, Nils Eriksen – Frithjof Ulleberg, Jørgen Juve, Rolf Holmberg – Sverre Hansen, Magnar Isaksen, Alf Martinsen, Reidar Kvammen, Arne Brustad Cheftrainer: Asbjørn Halvorsen | Norwegen |
| Türkei                                                 | 0:1 Martinsen (30.) 0:2 Brustad (53.) 0:3 Martinsen (70.) 0:4 Kvammen (80.)                                                                                       | | Norwegen |
| 3. August 1936 um 17:30 Uhr in Berlin (Mommsenstadion) | | |          |
| Zuschauer: 8.000                                       | | |          |
| Schiedsrichter: Giuseppe Scarpi ( Königreich Italien)  | | |          |

## Italien – USA 1:0 (0:0)
| Italien                                             | Italien | USA | USA |
| --------------------------------------------------- | --- | --- | --- |
| Italien                                             | \| 3. August 1936 um 17:30 Uhr in Berlin (Poststadion) \| \| Zuschauer: 9.000 \| \| Schiedsrichter: Karl Weingartner ( Deutsches Reich) \|                                                              | \| 3. August 1936 um 17:30 Uhr in Berlin (Poststadion) \| \| Zuschauer: 9.000 \| \| Schiedsrichter: Karl Weingartner ( Deutsches Reich) \|                                                                      | USA |
| Italien                                             | Bruno Venturini – Alfredo Foni, Pietro Rava – Giuseppe Baldo, Achille Piccini, Ugo Locatelli – Annibale Frossi, Libero Marchini, Luigi Scarabello, Carlo Biagi, Giulio Cappelli Trainer: Vittorio Pozzo | Frank Bartkus – Frank Greinert, Fred Zbikowski – James Crockett, Peter Pietras, Charles Altemose – Andrew Gajda, George Nemchik, Fred Lutkefedder, William Fiedler, Francis Ryan Cheftrainer: Francis Cavanaugh | USA |
| Italien                                             | 1:0 Frossi (58.) | | USA |
| Italien                                             | Platzverweis: Rava (53.) | | USA |
| 3. August 1936 um 17:30 Uhr in Berlin (Poststadion) | | |     |
| Zuschauer: 9.000                                    | | |     |
| Schiedsrichter: Karl Weingartner ( Deutsches Reich) | | |     |

## Deutschland – Luxemburg 9:0 (2:0)
| Deutschland                                         | Deutschland | Luxemburg | Luxemburg |
| --------------------------------------------------- | --- | --- | --------- |
| Deutschland                                         | \| 4. August 1936 um 17:30 Uhr in Berlin (Poststadion) \| \| Zuschauer: 12.000 \| \| Schiedsrichter: Pál von Hertzka ( Ungarn) \|                                                                    | \| 4. August 1936 um 17:30 Uhr in Berlin (Poststadion) \| \| Zuschauer: 12.000 \| \| Schiedsrichter: Pál von Hertzka ( Ungarn) \|                                                                          | Luxemburg |
| Deutschland                                         | Fritz Buchloh – Reinhold Münzenberg, Heinz Ditgens – Paul Mehl, Ludwig Goldbrunner, Robert Bernard – Franz Elbern, Josef Gauchel, Karl Hohmann, Adolf Urban, Wilhelm Simetsreiter Trainer: Otto Nerz | Jean-Pierre Hoscheid – Pierre Mousel, Victor Majerus – Arnold Kieffer, Jean-Pierre Frisch, Joseph Fischer – Oskar Stamet, Ernest Mengel, Léon Mart, Robert Geib, Gustave Kemp Cheftrainer: Paul Feierstein | Luxemburg |
| Deutschland                                         | 1:0 Urban (16.) 2:0 Simetsreiter (32.) 3:0 Simetsreiter (48.) 4:0 Gauchel (49.) 5:0 Urban (54.) 6:0 Simetsreiter (74.) 7:0 Urban (75.) 8:0 Elbern (76.) 9:0 Gauchel (89.)                            | | Luxemburg |
| 4. August 1936 um 17:30 Uhr in Berlin (Poststadion) | | |           |
| Zuschauer: 12.000                                   | | |           |
| Schiedsrichter: Pál von Hertzka ( Ungarn)           | | |           |

## Japan – Schweden 3:2 (0:2)
| Japan                                                | Japan | Schweden | Schweden |
| ---------------------------------------------------- | --- | --- | -------- |
| Japan                                                | \| 4. August 1936 um 17:30 Uhr in Berlin (Hertha-Platz) \| \| Zuschauer: 5.000 \| \| Schiedsrichter: Wilhelm Peters ( Deutsches Reich) \|                                                      | \| 4. August 1936 um 17:30 Uhr in Berlin (Hertha-Platz) \| \| Zuschauer: 5.000 \| \| Schiedsrichter: Wilhelm Peters ( Deutsches Reich) \|                                                                        | Schweden |
| Japan                                                | Sano Rihei – Horie Tadao, Takeuchi Teizō – Tatsuhara Motoo, Oita Kōichi, Kin Yōshoku – Matsunaga Akira, Ukon Tokutarō, Kawamoto Taizō, Kamo Takeshi, Kamo Shōgo Cheftrainer: Shigeyoshi Suzuki | Sven Bergqvist – Otto Andersson, Erik Källström – Victor Carlund, Arvid Emanuelsson, Torsten Johansson – Gustaf Josefsson, Erik Persson, Sven Jonasson, Karl-Erik Grahn, Åke Hallman Cheftrainer: Gustaf Carlson | Schweden |
| Japan                                                | 1:2 S. Kamo (49.) 2:2 Ukon (62.) 3:2 Matsunaga (85.) | 0:1 Persson (24.) 0:2 Persson (37.) | Schweden |
| 4. August 1936 um 17:30 Uhr in Berlin (Hertha-Platz) | | |          |
| Zuschauer: 5.000                                     | | |          |
| Schiedsrichter: Wilhelm Peters ( Deutsches Reich)    | | |          |

## Österreich – Ägypten 3:1 (2:0)
| Österreich                                             | Österreich | Ägypten | Ägypten |
| ------------------------------------------------------ | --- | --- | ------- |
| Österreich                                             | \| 5. August 1936 um 17:30 Uhr in Berlin (Mommsenstadion) \| \| Zuschauer: 6.000 \| \| Schiedsrichter: Jimmy Jewell ( Vereinigtes Königreich) \|                                                                                      | \| 5. August 1936 um 17:30 Uhr in Berlin (Mommsenstadion) \| \| Zuschauer: 6.000 \| \| Schiedsrichter: Jimmy Jewell ( Vereinigtes Königreich) \|                                                   | Ägypten |
| Österreich                                             | Eduard Kainberger – Ernst Künz, Martin Kargl – Anton Krenn, Karl Wallmüller, Max Hofmeister – Walter Werginz, Adolf Laudon, Klement Steinmetz, Josef Kitzmüller, Franz Fuchsberger Cheftrainer: Jimmy Hogan ( Vereinigtes Königreich) | Mustafa Mansour – Ali El-Kaf, Ibrahim Halim – Hassan El-Far, Mustafa Helmi Youssef, Ahmed El-Kashef – Mohamed Latif, Abdel-Karim Sakr, Mustafa Kamel Taha, Mahmoud Mokhtar El-Tetsh, Labib Mahmoud | Ägypten |
| Österreich                                             | 1:0 Steinmetz (4.) 2:0 Laudon (7.) 3:0 Steinmetz (65.) | 3:1 Sakr (85.) | Ägypten |
| 5. August 1936 um 17:30 Uhr in Berlin (Mommsenstadion) | | |         |
| Zuschauer: 6.000                                       | | |         |
| Schiedsrichter: Jimmy Jewell ( Vereinigtes Königreich) | | |         |

## Polen – Ungarn 3:0 (2:0)
| Polen                                                   | Polen | Ungarn | Ungarn |
| ------------------------------------------------------- | --- | --- | ------ |
| Polen                                                   | \| 5. August 1936 um 17:30 Uhr in Berlin (Poststadion) \| \| Zuschauer: 5.000 \| \| Schiedsrichter: Raffaele Scorzoni ( Königreich Italien) \|                                                             | \| 5. August 1936 um 17:30 Uhr in Berlin (Poststadion) \| \| Zuschauer: 5.000 \| \| Schiedsrichter: Raffaele Scorzoni ( Königreich Italien) \|                                               | Ungarn |
| Polen                                                   | Spirydion Albański – Henryk Martyna, Antoni Gałecki – Józef Kotlarczyk, Jan Wasiewicz, Ewald Dytko – Ryszard Piec, Friedrich Scherfke, Teodor Peterek, Hubert Gad, Gerard Wodarz Cheftrainer: Józef Kaluza | László Régi – Kálmán Kovács, József Berta – Pál Lágler, Lajos von Bohus, Gyula Király – József Scheidl, Gyula Kiss, Lipót Klauber, András Bérczes, Mihály Csutorás Cheftrainer: Zoltán Opata | Ungarn |
| Polen                                                   | 1:0 Gad (12.) 2:0 Gad (27.) 3:0 Wodarz (88.) | | Ungarn |
| 5. August 1936 um 17:30 Uhr in Berlin (Poststadion)     | | |        |
| Zuschauer: 5.000                                        | | |        |
| Schiedsrichter: Raffaele Scorzoni ( Königreich Italien) | | |        |

## Vereinigtes Königreich – China 2:0 (0:0)
| Vereinigtes Königreich                                 | Vereinigtes Königreich | China | China |
| ------------------------------------------------------ | --- | --- | ----- |
| Vereinigtes Königreich                                 | \| 6. August 1936 um 17:30 Uhr in Berlin (Mommsenstadion) \| \| Zuschauer: 8.000 \| \| Schiedsrichter: Helmut Fink ( Deutsches Reich) \|                                                                  | \| 6. August 1936 um 17:30 Uhr in Berlin (Mommsenstadion) \| \| Zuschauer: 8.000 \| \| Schiedsrichter: Helmut Fink ( Deutsches Reich) \|                                      | China |
| Vereinigtes Königreich                                 | Haydn Hill – Guy Holmes, Robert Patrick Fulton – John Gardiner, Bernard Joy, Daniel Pettit – James Crawford, Joseph Kyle, John McDonald Dodds, Maurice Edelston, Lester Finch Cheftrainer: William Voisey | Bao Jiaping – Li Tiansheng, Tan Jiangbai – Chen Zhenhe, Huang Meishun, Xu Yahui – Ye Beihua, Sun Jinshun, Li Huitang, Feng Jingxianx, Cao Guicheng Cheftrainer: Yang Chenshen | China |
| Vereinigtes Königreich                                 | 1:0 Dodds (55.) 2:0 Finch (65.) | | China |
| 6. August 1936 um 17:30 Uhr in Berlin (Mommsenstadion) | | |       |
| Zuschauer: 8.000                                       | | |       |
| Schiedsrichter: Helmut Fink ( Deutsches Reich)         | | |       |

## Peru – Finnland 7:3 (3:1)
| Peru                                                     | Peru | Finnland | Finnland |
| -------------------------------------------------------- | --- | --- | -------- |
| Peru                                                     | \| 6. August 1936 um 17:30 Uhr in Berlin (Hertha-Platz) \| \| Zuschauer: 2.500 \| \| Schiedsrichter: Rinaldo Barlassina ( Königreich Italien) \|                                                                             | \| 6. August 1936 um 17:30 Uhr in Berlin (Hertha-Platz) \| \| Zuschauer: 2.500 \| \| Schiedsrichter: Rinaldo Barlassina ( Königreich Italien) \|                                                                             | Finnland |
| Peru                                                     | Juan Valdivieso – Víctor Lavalle, Arturo Fernández – Carlos Tovar, Segundo Castillo, Orestes Jordán – Teodoro Alcalde, Adelfo Magallanes, Teodoro Fernández, Alejandro Villanueva, José Morales Cheftrainer: Alberto Denegri | Paavo Salminen – Frans Karjagin, Arvo Närvänen – William Kanerva, Jarl Malmgren, Eino Lahti – Kurt Weckström, Erkki Gustafsson, Pentti Larvo, Ernst Grönlund, Aatos Lehtonen Cheftrainer: Ferdinand Fabra ( Deutsches Reich) | Finnland |
| Peru                                                     | 1:0 T. Fernández (17.) 2:0 Villanueva (21.) 3:0 T. Fernández (33.) 4:1 T. Fernández (47.) 5:1 T. Fernández (49.) 6:1 Villanueva (67.) 7:1 T. Fernández (70.)                                                                 | 3:1 Kanerva (42.) Elfmeter 7:2 Grönlund (75.) 7:3 Larvo (80.) | Finnland |
| 6. August 1936 um 17:30 Uhr in Berlin (Hertha-Platz)     | | |          |
| Zuschauer: 2.500                                         | | |          |
| Schiedsrichter: Rinaldo Barlassina ( Königreich Italien) | | |          |